# Palephyra antiqua
Palephyra antiqua is een schijfkwal uit de familie Nausithoidae. De kwal komt uit het geslacht Palephyra. 